# Blutbild

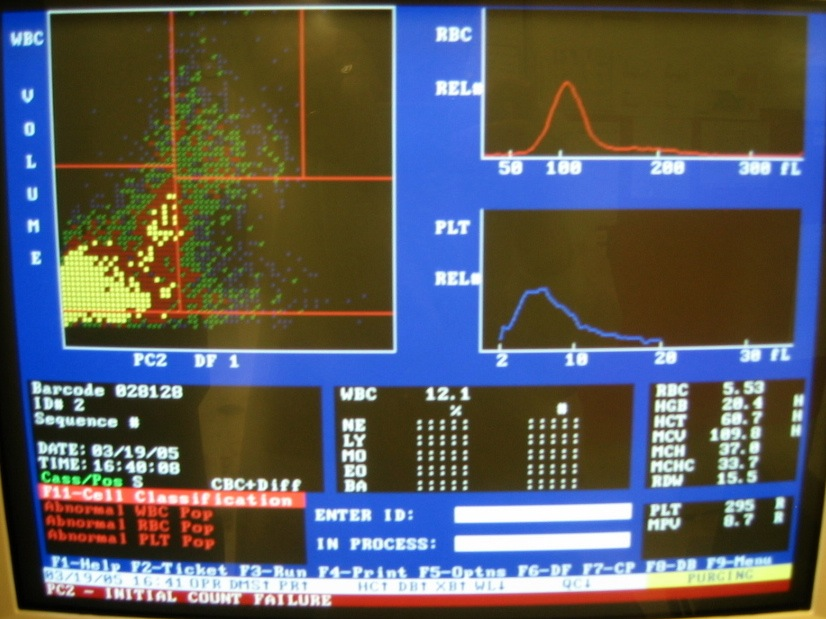
Automatisierte Bestimmung eines kleinen Blutbildes

Das Blutbild (Hämogramm, Hämatogramm) ist in der Medizin eine standardisierte Zusammenstellung wichtiger Befunde aus einer Blutprobe. Es gibt einen Überblick über die im Blut enthaltenen zellulären Bestandteile. Es enthält Daten sowohl zur Quantität zellulärer Blutbestandteile als auch zu deren Morphologie (äußeren Form).
Es wird bei der Blutuntersuchung zwischen dem kleinen und dem großen Blutbild unterschieden.
Blutbild-Untersuchungen erfolgen im Allgemeinen aus EDTA-Blut.

## Grundlagen
Die zellulären Blutbestandteile sind rote Blutzellen (Erythrozyten), weiße Blutzellen (Leukozyten) und Thrombozyten (Blutplättchen, ältere Bezeichnung nach Schilling). Normalerweise besteht das menschliche Blut etwa zu 43 bis 50 % (Männer) bzw. zu 37 bis 45 % (Frauen) aus Blutzellen. Der Anteil der zellulären Bestandteile am Gesamtvolumen der Probe wird als Hämatokrit bezeichnet. Die nach Abtrennung zellulärer Bestandteile (z. B. durch Zentrifugation) übrigbleibende Blutflüssigkeit ist das Blutplasma, das Elektrolyte, Gerinnungsfaktoren und andere Plasmaproteine enthält. Lässt man Blut eine Weile stehen, dann setzt eine Gerinnungsreaktion ein, die Gerinnungsfaktoren werden aktiviert und bilden zusammen mit den zellulären Bestandteilen (insbesondere den Thrombozyten) ein Gerinnsel (Thrombus). Der Überstand besteht aus Plasma ohne Gerinnungsfaktoren und heißt dann Blutserum.
Viktor Schilling führte 1912 die Hämogrammformel in die Diagnostik ein. Pioniere der Methoden zur Zählung der Erythrozyten waren unter anderem Karl von Vierordt (1852), Hermann Welcker (1853), Louis-Charles Malassez (1872) und Georges Hayem (1875) sowie Richard Thoma und Ernst Abbe (1878).

## „Kleines“ Blutbild
Folgende Angaben bieten Anhaltswerte für Erwachsene. Anhaltswerte für Kinder, insbesondere für Säuglinge, weichen teilweise deutlich hiervon ab. Weitere Blutwerte sind eher typisch für Blutuntersuchungen.
| Wert                                                 | Frau      | Mann      | Einheit | Erläuterung |
| ---------------------------------------------------- | --------- | --------- | ------- | --- |
| Leukozyten (WBC oder LEUK)                           | 4–10      | 4–10      | Tsd./µl | Weiße Blutkörperchen sind Teil der Immunabwehr. Erhöht bei Entzündungen, Allergie, Gichtanfall. Extrem erhöht bei Leukämie. Vermindert bei Virusinfekten (Masern, Grippe), Vergiftungen. |
| Erythrozyten (RBC oder ERY)                          | 4,3–5,2   | 4,8–5,9   | Mio./µl | Rote Blutkörperchen (Erythrozyten) transportieren Sauerstoff zu Organen. Erhöht bei Sauerstoffknappheit, Stress, Flüssigkeitsmangel. Vermindert bei Blutarmut (Anämie) oder Blutverlust. Blutarmut kann durch Eisenmangel entstehen (Eisenmangelanämie). Referenzbereich ist höher bei Thalassämie. |
| Hämoglobin (HGB oder HB)                             | 12–16     | 13,5–17,5 | g/dl    | Der rote Blutfarbstoff bindet Sauerstoff. Wert verändert sich mit der Zahl der roten Blutkörperchen. |
| Hämatokrit (HCT oder HKT)                            | 37–47     | 40–54     | %       | Volumenanteil der roten Blutkörperchen am Gesamtblut. Erhöht bei Vermehrung der Erythrozyten, Flüssigkeitsverlust, bei Rauchern. Vermindert bei Blutarmut/-verlust, Schwangerschaft. |
| MCV                                                  | 78–94     | 78–94     | fl      | Durchschnittliches Volumen eines Erythrozyten. Dient der Differenzierung von Anämien. (MCV = Hämatokrit/Erythrozytenzahl). |
| MCH (HbE)                                            | 28–34     | 28–34     | pg      | Durchschnittliche Hämoglobin-Menge pro Erythrozyt. Dieser Parameter dient ebenfalls der Differenzierung von Anämien. (MCH = Hämoglobin/Erythrozytenzahl). |
| Mittlere Korpuskuläre Hämoglobinkonzentration (MCHC) | 30–36     | 30–36     | g/dl    | Anteil des Hämoglobins am Gesamtvolumen der roten Blutkörperchen (= Hämatokrit). (MCHC = Hämoglobin/Hämatokrit, MCHC = MCH/MCV). |
| Thrombozyten (PLT oder THRO)                         | 150–400   | 150–400   | Tsd./µl | Die Thrombozyten (Blutplättchen) sind ein wichtiger Faktor bei der Blutgerinnung. |
| ggf. Retikulozyten                                   | 7–15      | 7–15      | ‰       | Vorläuferzellen der Erythrozyten. Im Normalfall sollten nur wenige Retikulozyten im Blut nachweisbar sein. Eine Erhöhung spricht für eine verstärkte Blutneubildung (z. B. nach einem größeren Blutverlust).                                                                                        |
| ggf. mittleres Thrombozytenvolumen (MPV oder MTV)    | 7–12      | 7–12      | fl      | Dient der Differenzierung von Störungen der Thrombozytenform/-Anzahl |
| ggf. Erythrozytenverteilungsbreite (RDW)             | 11,9–14,5 | 11,9–14,5 | %       | Erhöhte Werte sind ein Hinweis auf das Vorliegen verschiedener Anämieformen. |

## „Großes“ Blutbild
Das große Blutbild umfasst zusätzlich zum kleinen Blutbild, das lediglich die Gesamtleukozytenzahl enthält, das Differentialblutbild. Das ist eine genaue Aufschlüsselung, aus welchen Untergruppen sich die Leukozyten (weiße Blutzellen) zusammensetzen. Dieses Differentialblutbild kann maschinell oder manuell, d. h. mikroskopisch erstellt werden. Durch mikroskopische Auszählung eines Blutausstrichs oder mit Hilfe automatisierter Zählgeräte wie dem Coulter-Zähler werden die prozentualen Anteile der einzelnen Blutzelltypen bestimmt. Die mikroskopische Auszählung ist aufwändiger und quantitativ weniger präzise, aber häufig zur abschließenden qualitativen Bewertung unerlässlich. So können pathogene Zellformen wie etwa atypische Lymphozyten (Virozyten) maschinell oft nicht richtig zugeordnet werden und diagnostisch relevante Informationen gehen so verloren. Die Form der roten Blutkörperchen (Erythrozyten) wird mit einem Blutausstrich beurteilt.

## Störungen des Blutbildes
Die verschiedensten gesundheitlichen Umstände können zu einem auffälligen Blutbild führen.

### Quantitative Veränderungen

#### Abweichungen der Retikulozytenanzahl
Auch wenn der Anteil der Retikulozyten in der Routine normalerweise nicht mitbestimmt wird, ist er ein wichtiges Maß für die Erythrozytenneubildung im Knochenmark. Der hier gemessene Wert lässt unterscheiden, ob es sich um eine Umsatzstörung, bei der der Retikulozytenanteil erhöht ist, oder um eine Bildungsstörung, bei der der Retikulozytenanteil normal bzw. erniedrigt ist, handelt.

#### Störungen der Erythrozyten
Erscheinungsbild im Blutausstrich und dessen Bedeutung bzw. Vorkommen:
- Makrozyt: Durchmesser > 10 μm, erhöhtes Volumen, aber normale Form; bei Alkoholismus
- Megalozyt: vergrößerter, hyperchromer (stärker gefärbter), ovaler Erythrozyt; bei Vitamin-B12-Mangel, Folsäuremangel, Eisenmangel, Thalassämie
- Mikrozyt: Durchmesser < 7 μm, erniedrigtes Volumen, aber normale Form; bei Eisenmangel, Thalassämie
- Poikilozyt: abnorm geformter Erythrozyt (mantel-, keulen-, birnenförmig); bei schweren Anämien
- Retikulozyt: junger kernloser Erythrozyt mit retikulären Kernresten; bis 1,5 % normal, erhöht bei gesteigerter Erythrozytenneubildung (z. B. Hämolyse)
- Schistozyt (auch Fragmentozyt): zerrissener Erythrozyt; bei HUS (hämolytisch-urämischen Syndrom, mechanischer Hämolyse (z. B. künstliche Herzklappe))
- Sichelzelle: kurzlebiger Erythrozyt (< 42 Tage), der unter Sauerstoffentzug Sichelform annimmt; Sichelzellenanämie
- Sphärozyt: Kugelzelle; bei Kugelzellanämie
- Echinozyt (Stechapfelzelle): deformierte, runde Erythrozyten mit dornartigen Zellausläufern
- Targetzelle (Schießscheibenzelle):  Erythrozyt mit abnormer Farbverteilung (Hämoglobin im Zentrum und ringförmig am Rand); bei Thalassämie, hämolytischer Anämie, schwerer Eisenmangelanämie
- Anisozytose: ungleiche Größenverteilung von normalerweise gleich großen Zellen; bei Anämien
- Anulozyt: ringförmige Erythrozyten mit niedrigem Hämoglobingehalt und der dadurch entstehenden Abblassung; bei Eisenmangelanämie
- Basophile Tüpfelung: punktartig verteilte basophile Substanz (dunkle Tüpflung) in den Erythrozyten und eine gesteigerte Erythropoese; bei Bleivergiftung und Thalassämie
- Dakrozyt: Tränentropfenform; bei Osteomyelosklerose
- Elliptozyt: ovaler Erythrozyt; bei seltener angeborener Elliptozytose
- Heinz-Innenkörperchen: degeneriertes, intrazelluläres Hämoglobin, welches nur nach Sonderfärbung sichtbar wird; bei toxischer, hämolytischer Anämie, Methämoglobinämie, G6P-DH-Mangel
- Howell-Jolly-Körperchen: Kernreste im Erythrozyten; nach Milzentfernung.[6]
- Cabot-Ring: Reste des Spindelapparats
- Anämie (Blutarmut) – Verminderung der Hämoglobinkonzentration im Blut durch zu wenig Erythrozyten und/oder Verringerung der MCHC
- Polyglobulie (Blutfülle) – zu viele Erythrozyten
- Polycythaemia vera (übernormale Zellvermehrung im Blut) – zu viele Erythrozyten
- Pyknozyt: geschrumpfter Erythrozyt, vor allem infolge oxydativen Stresses

#### Störungen der Leukozyten
- Leukopenie: Mangel an Leukozyten
- Leukozytose: zu viele Leukozyten
- Linksverschiebung (Arnethsches Blutbild): vermehrtes Auftreten unreifer Granulozyten
- Rechtsverschiebung: vermehrtes Auftreten übersegmentierter (alter) Granulozyten

#### Störungen der Thrombozyten
- Thrombozytopenie oder Thrombopenie: zu wenige Thrombozyten
- Thrombozytose: zu viele Thrombozyten

### Qualitative Veränderungen

#### Störungen der Erythrozyten
- Anisozytose: verschieden große rote Blutkörperchen
- Lagerung: abnorme Lagerung, wie „Geldrollenbildung“
- Mikrozytose: zu kleine Erythrozyten
- Makrozytose: zu große Erythrozyten
- Poikilozytose: unterschiedlich geformte rote Blutkörperchen
- Polychromasie: Anfärbbarkeit krankhaft veränderter oder nicht ausgereifter Erythrozyten mit sauren und basischen Farbstoffen (übliche Färbung nach Pappenheim = May-Grünwald- + Giemsa-Färbung)
- Thalassämie und andere die Erythrozyten betreffende genetische Defekte: führen zu deformierten/kleineren/größeren Erythrozyten.
- Zelleinschlüsse: Einschlüsse, wie Cabot-Ringe oder basophile Tüpfelung

#### Störungen der Thrombozyten
- Thrombanisozytose – verschieden große Thrombozyten (= erhöhte Verteilungsbreite des Thrombozytenvolumens)